# 광저우 지하철 13호선
광저우 지하철 13호선(广州地铁13号线)은 중화인민공화국 광둥성 광저우에 있는 지하철 노선 중 하나이다. 광저우 지하철 종합 공사가 운영한다.

## 개요
광저우 지하철의 한 노선으로 광저우 지하철 13호선 (广州地铁13号线)은 광저우시 황푸구(黄埔区)의 유주역과 쩡청구(增城区)의 시앙징링역을 동서로 잇는 노선이다. 동서쿤선(东西快线)이라고도 불리며 노선색상은 갈록색이다. 2017년 12월 28일에 개통되었다.

## 역사
- 2017년 12월 28일 - 위주 역 ~ 신사 역 구간 개통

## 역 목록
| 번호   | 역명            | 중국어     | 영어표기          | 영업거리 | 환승              | 위치   |
| ------ | --------------- | ---------- | ----------------- | -------- | ----------------- | ------ |
| 13호선 |                 |            |                   |          |                   |        |
| 1301   | 위주 역         | 鱼珠站     | Yuzhu             |          | ■ 5호선           | 황푸구 |
| 1302   | 위펑웨이 역     | 裕丰围站   | Yufengwei         |          | ■ 7호선           | 황푸구 |
| 1303   | 솽강 역         | 双岗站     | Shuanggang        |          |                   | 황푸구 |
| 1304   | 난하이선먀오 역 | 南海神庙站 | Nanhai God Temple |          |                   | 황푸구 |
| 1305   | 샤위안 역       | 夏园站     | Xiayuan           |          | ■ 5호선           | 황푸구 |
| 1306   | 난강 역         | 南岗站     | Nangang           |          |                   | 황푸구 |
| 1307   | 사춘 역         | 沙村站     | Shacun            |          |                   | 쩡청구 |
| 1308   | 바이장 역       | 白江站     | Baijiang          |          |                   | 쩡청구 |
| 1309   | 신탕 역         | 新塘站     | Xintang           |          | 신탕 역 신탕 남역 | 쩡청구 |
| 1310   | 관후 역         | 官湖站     | Guanhu            |          |                   | 쩡청구 |
| 1311   | 신사 역         | 新沙站     | Xinsha            |          |                   | 쩡청구 |

## 같이 보기
- 광저우 지하철